# Hợp chất chuỗi tuyến tính

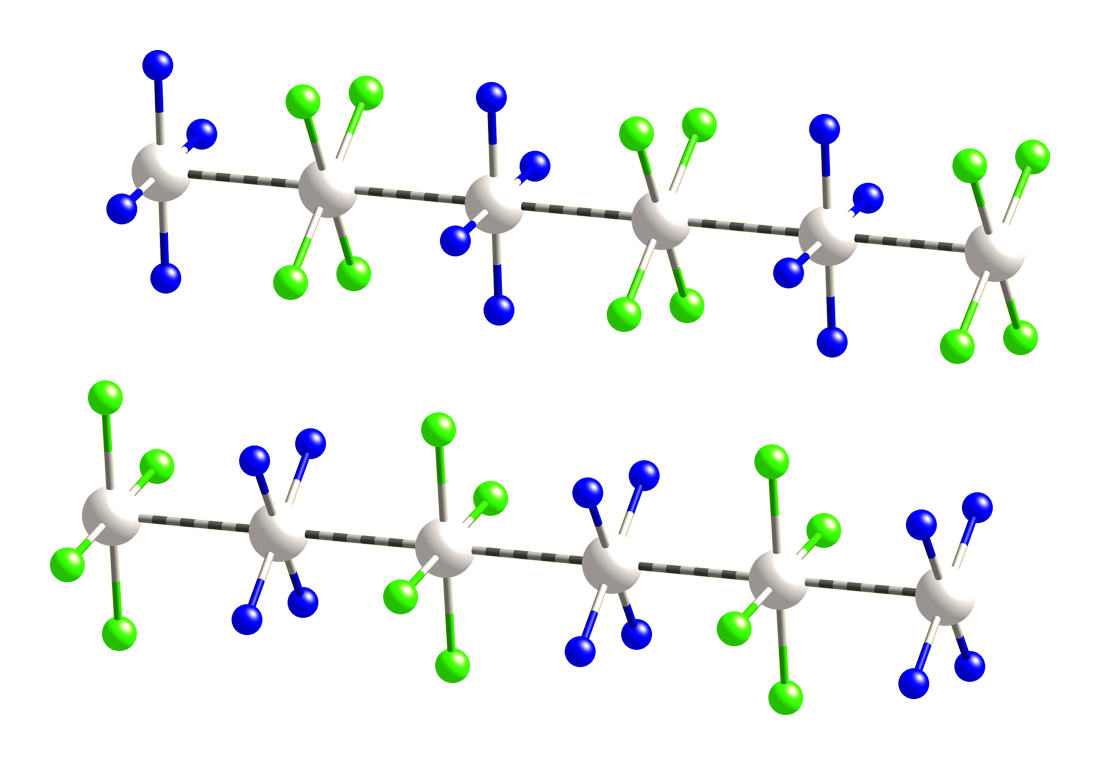
Muối xanh lục Magnus là một ví dụ về một hợp chất chuỗi tuyến tính.

Trong hoá học và khoa học vật liệu, hợp chất chuỗi tuyến tính là các vật chất được cấu thành từ các chuỗi một chiều các phân tử hoặc ion liên kết kim loại-kim loại. Các hợp chất như thế thể hiện tính chất dẫn điện bất đẳng hướng.

## Các ví dụ
Hầu hết các ví dụ bao gồm các hợp chất phức vuông. Do đó, khi kết tủa, các phân tử Rh(acac)(CO)
2 đắp chồng lên với Rh···Rh các khoảng cách vào khoảng 326 pm. Các ví dụ điển hình bao gồm muối Krogmann và muối xanh lục Magnus. Một ví dụ khác là các biến thể đã bị ôxi hoá một phần của [Pt(oxalate)
2]2−. Ngoài ra còn có hợp chất phức thông thường IrBr(CO)
3 có biến thể mang tính chất dẫn điện thông qua sự ôxi hoá, ví dụ như bromine cho ra IrBr
1+x(CO)
3-x, với x ~0.05. Các hợp chất clo có các công thức IrCl
1+x(CO)
3 và K
0.6Ir(CO)
2Cl
2·½H
2O.
Trái ngược với các hợp chất chuỗi tuyến tính, các chuỗi nguyên tử kim loại mở rộng (EMACs) là các phân tử hoặc ion có chứa các chuỗi hữu hạn, thường là ngắn và tuyến tính của các nguyên tử kim loại, bao quanh bởi các phối tử hữu cơ.

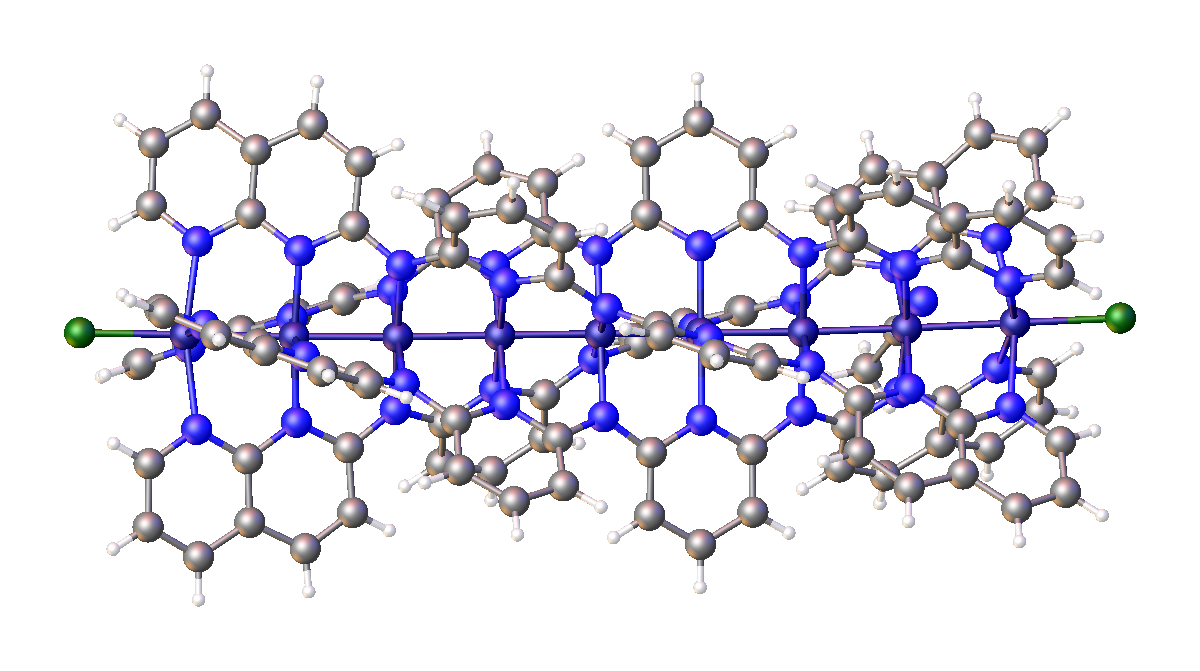
Một EMAC của Ni9.

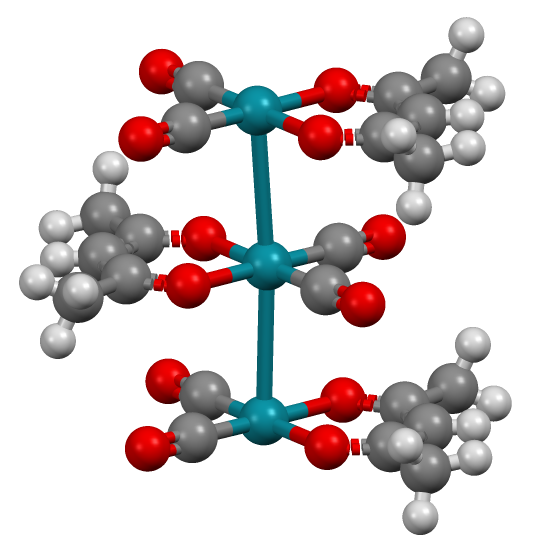
Một phần lát cắt của Dicarbonyl(acetylacetonato)rhodium(I) (Rh(acac)(CO)2) cho thấy "sự đắp chồng" của các đơn vị mặt phẳng thông qua các tương tác Rh***Rh.

Một nhóm các chuỗi bạch kim dựa trên việc chuyển đổi qua lại các cation và anion của [Pt(CNR)
4]2+ (R = iPr, c-C
12H
23, p-(C
2H
5)C
6H
4) và [Pt(CN)
4]2−.  Các hợp chất này có thể được sử dụng làm vật liệu cảm biến hơi vapochromic, hoặc các vật liệu đổi màu khi tiếp xúc với các loại hơi khác nhau.
Các chuỗi tuyến tính của các liên kết Pd-Pd được bảo vệ bởi một "màng electron-π" đã được biết tới.
Các chuỗi kim loại đã được ổn-định-hoá-olefin cấu thành một mảng quan trọng cho ngành hoá hữu cơ kim loại, đồng thời cả các cấu trúc nguyên tử kim loại hợp chất phức và các phối tử olefin chính nó có tính chất dẫn điện.

## Nghiên cứu phương pháp
Một số hợp chất chuỗi tuyến tính là sản phẩm hoặc được xây dựng bởi tinh thể hoá bằng dòng điện. Kỹ thuật này được sử dụng để thu về các tinh thể đơn lẻ của các chất dẫn điện chiều thấp.